# Experimentos de Kaufmann-Bucherer-Neumann

Figura 1. Medición de Walter Kaufmann de la relación carga-masa del electrón para diferentes velocidades del electrón. Una fuente del elemento radio en la parte inferior del aparato sometido al vacío emite partículas beta de diferentes energías. Los campos paralelos "E" y "B" en combinación con la apertura del orificio permiten que solo ciertas combinaciones de dirección y velocidad de los electrones alcanzaran la placa fotográfica situada en la parte superior. (a) La vista frontal del aparato ilustra la aceleración uniforme impuesta por las placas del condensador cargadas sobre las partículas beta. (b) Esta vista lateral del aparato ilustra el movimiento circular transversal al campo "B" de las partículas beta. (c) La placa fotográfica registra una raya curva que se analiza para determinar "e/m" al variar "v" siguiendo diferentes suposiciones teóricas.

Los experimentos de Kaufmann-Bucherer-Neumann midieron la dependencia de la masa inercial (o cantidad de movimiento) de un objeto de la velocidad del mismo. La importancia histórica de esta serie de experimentos realizados por varios físicos entre 1901 y 1915 se debe a que los resultados se utilizaron para probar las predicciones de la teoría de la relatividad especial. El desarrollo de la precisión y el análisis de datos de estos experimentos y la influencia resultante en la física teórica durante esos años sigue siendo un tema de discusión histórica activa, ya que los primeros resultados experimentales al principio contradecían la entonces recién publicada teoría de Einstein (1905), pero versiones posteriores del experimento la confirmaron. Para experimentos modernos de ese tipo, consúltese pruebas de la energía y del momento relativistas, y para obtener información general, consúltese pruebas de la relatividad especial.

## Contexto histórico
En 1896, Henri Becquerel descubrió la radiactividad en algunos elementos químicos. Posteriormente, se averiguó que la radiación beta de estas desintegraciones era la emisión de partículas cargadas negativamente, que serían identificadas con los electrones, descubiertos en los experimentos realizados con rayos catódicos por Joseph John Thomson en 1897.
Estos trabajos experimentales estaban relacionados con la predicción teórica de la masa electromagnética realizada en 1881 por J. J. Thomson, quien demostró que la energía electromagnética contribuye a la masa de un cuerpo cargado en movimiento. El propio Thomson (1893) y George Frederick Charles Searle (1897) también calcularon que esta masa depende de la velocidad, y que se vuelve infinitamente grande cuando el cuerpo se mueve a la velocidad de la luz con respecto al éter. También Hendrik Antoon Lorentz (1899, 1900) asumió tal dependencia de la velocidad como consecuencia de su teoría de los electrones. En ese momento, la masa electromagnética se separaba en masa "transversal" y "longitudinal", y a veces se denotaba como "masa aparente", mientras que la masa newtoniana invariante se denotaba como "masa real". Por otra parte, el teórico alemán Max Abraham creía que toda masa acabaría demostrando ser de origen electromagnético y que la mecánica newtoniana quedaría subsumida en las leyes de la electrodinámica.
En 1904, Lorentz propuso que la masa en la trayectoria del movimiento (masa longitudinal) y la masa en las direcciones perpendiculares al movimiento (transversal) son diferentes. En su teoría, la masa longitudinal {\displaystyle m_{L}={{\gamma }^{3}}m} y la masa transversal {\displaystyle m_{T}={\gamma }m}, donde {\displaystyle \gamma } es el factor de Lorentz y {\displaystyle m} es la masa en reposo del electrón. El concepto de masa electromagnética (transversal) {\displaystyle m_{T}}, que se basaba en modelos específicos del electrón, se transmutó más tarde en el concepto puramente cinemático de masa relativista, que se refiere a todas las formas de energía, no solo a la energía electromagnética. Actualmente, sin embargo, el concepto de masa relativista, aunque todavía se menciona con frecuencia en trabajos populares sobre la relatividad, rara vez se utiliza entre los físicos profesionales, y ha sido reemplazado por las expresiones para energía y momento relativistas, que también predicen que la velocidad de la luz no puede ser alcanzada por cuerpos masivos. Esto se debe a que todas esas relaciones involucran el factor de Lorentz:
{\displaystyle {\frac {m_{T}}{m}}={\frac {p}{mv}}={\frac {E}{mc^{2}}}={\frac {1}{\sqrt {1-{\frac {v^{2}}{c^{2}}}}}}}
Por lo tanto, los experimentos de Bucherer-Kaufmann-Neumann pueden considerarse como las primeras pruebas de la energía y del momento relativistas. Para la siguiente descripción histórica de los experimentos, todavía se utilizan los conceptos de "masa transversal" y de "masa relativista".

## Los experimentos de Kaufmann

### Primeros experimentos

Figura 2. Las mediciones de Kaufmann de 1901 (corregidas en 1902) muestran que la relación carga-masa disminuye y, por lo tanto, el momento (o masa) del electrón aumenta con la velocidad. Tenga en cuenta que emu/gm cuando el electrón está en reposo.

Walter Kaufmann comenzó a experimentar con partícula beta usando un dispositivo similar a un tubo de rayos catódicos, donde la fuente de los electrones era la desintegración de una fuente del elemento radio que se colocaba en una cámara sometida al vacío (véase la figura 1). Estos rayos emitidos por el radio se llamaban en ese momento "rayos Becquerel". A diferencia de los entonces conocidos como rayos catódicos, que alcanzaban velocidades de solo 0,3c, siendo c la velocidad de la luz, los rayos de Becquerel alcanzaban velocidades de hasta 0,9c. Sin embargo, como las partículas beta tienen diferentes velocidades, la radiación no era homogénea. Por lo tanto, Kaufmann aplicó campos eléctricos y magnéticos alineados y paralelos entre sí, de modo que las deflexiones causadas fueran perpendiculares entre sí. Sus impactos sobre una placa fotográfica produjeron una curva de desviación, cuyos puntos individuales correspondían a una determinada velocidad y a una determinada masa de los electrones. Invirtiendo la carga en el condensador, invirtiendo así el campo eléctrico, se podían obtener dos curvas simétricas, cuya línea central determinaba la dirección de la desviación magnética.
Kaufmann publicó un primer análisis de sus datos en 1901: de hecho, pudo medir una disminución de la relación masa carga, demostrando así que la masa o el impulso aumentan con la velocidad. Utilizando la fórmula de Searle (1897) para el aumento de la energía electromagnética de los cuerpos cargados con el aumento de la velocidad, calculó el aumento de la masa electromagnética del electrón en función de la velocidad:
{\displaystyle \phi (\beta )={\frac {3}{4\beta ^{2}}}\left[{\frac {1}{\beta }}\lg {\frac {1-\beta }{1+\beta }}+{\frac {2}{1-\beta ^{2}}}\right],\;\beta ={\frac {v}{c}}},
Kaufmann notó que el aumento observado no podía explicarse mediante esta fórmula, por lo que separó la masa total medida en una masa mecánica (verdadera) y una masa electromagnética (aparente). La masa mecánica era considerablemente mayor que la electromagnética. Pero cometió dos errores: como demostró Max Abraham, Kaufmann pasó por alto que la fórmula de Searle solo se aplica en la dirección longitudinal, y para las mediciones de deflexión la fórmula para la dirección transversal era importante. Por lo tanto, Abraham introdujo la masa electromagnética transversa' con la siguiente dependencia de la velocidad:
{\displaystyle \phi (\beta )={\frac {3}{4\beta ^{2}}}\left({\frac {1+\beta ^{2}}{2\beta }}\lg {\frac {1+\beta }{1-\beta }}-1\right),}
Kaufmann también cometió un error de cálculo al deducir las curvas de deflexión. Esos errores fueron corregidos por él en 1902.
En 1902 y 1903 realizó otra serie de pruebas con técnicas experimentales actualizadas y mejoradas. Los resultados fueron interpretados por él mismo como una confirmación de la teoría de Abraham y de la suposición de que la masa del electrón es completamente de origen electromagnético.
Hermann Starke realizó mediciones similares en 1903, aunque utilizó rayos catódicos, con la velocidad de los electrones limitada a 0,3c. Los resultados que obtuvo fueron interpretados por él como acordes con los de Kaufmann.

### Teorías en competencia

Figura 3. Predicciones de la dependencia de la velocidad de la masa electromagnética transversal según las teorías de Abraham, Lorentz y Bucherer

En 1902, Max Abraham publicó una teoría basada en el supuesto de que el electrón era una esfera rígida y perfecta, con su carga distribuida uniformemente en su superficie. Como ya se ha explicado, introdujo la llamada masa electromagnética transversal además de la masa electromagnética longitudinal, y argumentó que toda la masa del electrón era de origen electromagnético.
Mientras tanto, Lorentz (1899, 1904) amplió su teoría de los electrones, suponiendo que la carga de un electrón se extendía por todo su volumen y que, en el experimento de Kaufmann, su forma se comprimiría en la dirección del movimiento y permanecería sin cambios en las direcciones transversales. Para sorpresa de Kaufmann, Lorentz pudo demostrar que su modelo también concordaba con sus datos experimentales. Este modelo fue elaborado y perfeccionado por Henri Poincaré (1905), de modo que la teoría de Lorentz ahora también estaba de acuerdo con el principio de relatividad.
Alfred Bucherer y Paul Langevin desarrollaron una teoría similar en 1904, con la diferencia de que se suponía que el volumen total ocupado por el electrón deformado no cambiaba. Resultó que la predicción de esta teoría estaba más cerca de la teoría de Abraham que de la de Lorentz.
Finalmente, la teoría de la relatividad especial de Albert Einstein (1905) predijo el cambio de masa del electrón interpretado como un punto geométrico debido a las propiedades de la transformación entre el sistema en reposo de la partícula y el sistema del laboratorio en el que se realicen las mediciones. Matemáticamente, este cálculo predice la misma dependencia entre velocidad y masa que la teoría de Lorentz, aunque asume conceptos físicos muy diferentes.
En cuanto al aumento de la masa electromagnética transversal, las predicciones de las distintas teorías fueron (figura 3):
{\displaystyle {\begin{aligned}&{\text{Abraham}}&\phi (\beta )&={\frac {3}{4\beta ^{2}}}\left({\frac {1+\beta ^{2}}{2\beta }}\lg {\frac {1+\beta }{1-\beta }}-1\right)\\&{\text{Lorentz--Einstein}}&\phi (\beta )&=(1-\beta ^{2})^{-1/2}\\&{\text{Bucherer--Langevin}}&\phi (\beta )&=(1-\beta ^{2})^{-1/3}\end{aligned}}}

### Experimentos de 1905
Para decidir entre estas teorías, Kaufmann volvió a realizar sus experimentos con mayor precisión. Pensaba que había refutado de manera concluyente la fórmula de Lorentz-Einstein y, por lo tanto, que también había refutado el principio de relatividad. En su opinión, las únicas opciones que quedaban estaban entre las teorías de Abraham y de Bucherer. Lorentz quedó perplejo y escribió que estaba "al final de su latín" (una expresión que viene a significar: después de probar muchas opciones diferentes, ya no sabes qué hacer).
Sin embargo, surgieron críticas al experimento. Poco después de que Kaufmann publicara sus resultados y las conclusiones de su análisis, Max Planck decidió volver a analizar los datos obtenidos. En 1906 y 1907, Planck publicó sus propias conclusiones sobre el comportamiento de la masa inercial de los electrones a altas velocidades. Utilizando solo nueve puntos de datos de la publicación de Kaufmann en 1905, recalculó la configuración exacta de los campos para cada punto y comparó las medidas con las predicciones de las dos teorías en competencia. Demostró que los resultados de Kaufmann no eran del todo concluyentes y que conducirían a velocidades superiores a la de la luz. Einstein observó en 1907 que, aunque los resultados de Kaufmann coincidían mejor con las teorías de Abraham y Bucherer que con las suyas propias, los fundamentos de las otras teorías no eran plausibles y, por lo tanto, tenían pocas probabilidades de ser correctos.

## Experimentos posteriores

### Bucherer
El principal problema de los experimentos de Kaufmann fue su uso de campos magnéticos y eléctricos "paralelos", como señaló Adolf Bestelmeyer (1907). Utilizando un método basado en campos magnéticos y eléctricos perpendiculares (un filtro de velocidad, introducido por Joseph John Thomson y desarrollado posteriormente por Wilhelm Wien), Bestelmeyer obtuvo valores considerablemente diferentes para la relación carga-masa utilizando rayos catódicos de hasta 0,3c. Sin embargo, añadió que su experimento no era lo suficientemente preciso como para proporcionar una validación definitiva en exclusiva de alguna de las teorías.
Por lo tanto, Alfred Bucherer (1908) realizó una medición más precisa utilizando un filtro de velocidad similar al de Bestelmeyer (véanse las figuras 4 y 5). Se colocó una fuente del elemento radio capaz de emitir partículas beta en el centro de un condensador circular que constaba de dos placas de vidrio plateado espaciadas 0,25 mm y cargadas a aproximadamente 500 voltios, colocadas en un campo magnético homogéneo de 140 Gauss. El radio emitía rayos beta en todas direcciones, pero en cualquier dirección particular α, solo salían del filtro de velocidad aquellas partículas cuya velocidad era tal que los campos eléctrico y magnético se compensaban exactamente entre sí. Después de salir del condensador, los rayos eran desviados por el campo magnético e incidían sobre una placa fotográfica paralela al borde del condensador y perpendicular a los rayos no desviados.
Para su análisis final, Bucherer recalculó los valores medidos en cinco series con las fórmulas de Lorentz y Abraham respectivamente, para obtener la relación carga-masa como si los electrones estuvieran en reposo. Dado que la proporción no varía para los electrones en reposo, los puntos de datos deben estar en una sola línea horizontal (véase la figura 6). Sin embargo, esto fue aproximadamente solo en el caso en que los datos se calcularon con la fórmula de Lorentz, mientras que los resultados de la fórmula de Abraham se desviaron marcadamente (las líneas roja y azul representan el valor promedio según ambas fórmulas). Bucherer interpretó la concordancia con la fórmula de Lorentz-Einstein como la confirmación del principio de la relatividad y de la teoría de Lorentz-Einstein, resultado inmediatamente aplaudido por Lorentz, Einstein y Hermann Minkowski.
Además, el aparato de Bucherer fue mejorado en 1909 por su alumno Kurt Wolz, quien también obtuvo resultados acordes con la fórmula de Lorentz-Einstein (aunque no comparó la fórmula de Abraham con sus datos, figura 7).
Aunque muchos físicos aceptaron el resultado de Bucherer, aún quedaban algunas dudas. Por ejemplo, Bestelmeyer publicó un artículo en el que arrojaba dudas sobre la validez del resultado de Bucherer, y sostuvo que un experimento por sí solo no puede establecer la exactitud de una ley física importante, que el resultado de Bucherer podría verse significativamente distorsionado por rayos no compensados que llegasen a la placa fotográfica y que eran necesarios protocolos de datos exhaustivos y análisis de errores. A esto siguió una polémica disputa entre estos dos estudiosos en una serie de publicaciones, en las que Bestelmeyer argumentaba que los experimentos de Wolz se veían afectados por los mismos problemas.

### Hupka
A diferencia de Kaufmann y Bucherer, Karl Erich Hupka (1909) utilizó rayos catódicos a 0,5 °C para sus mediciones. La radiación (generada en un cátodo de cobre) era fuertemente acelerada por el campo entre el cátodo y el ánodo en un tubo de descarga sometido a un alto vacío. El rayo pasaba por el ánodo que servía como diafragma con velocidad constante y dibujaba la imagen de la sombra de dos cables de Wollaston en una pantalla fosforescente detrás de un segundo diafragma. Si detrás de este diafragma se generaba una corriente, el rayo se desviaba y la imagen de la sombra se desplazaba. Los resultados coincidieron con los de Lorentz-Einstein, aunque Hupka señaló que este experimento no representaba un resultado definitivo. Posteriormente, W. Heil publicó algunos artículos sobre críticas e interpretaciones del resultado, a los que Hupka respondió.

### Neumann y Guye/Lavanchy

Figura 8. Evaluación de Neumann de 26 puntos de datos para cada teoría

En 1914, Günther Neumann realizó nuevas mediciones utilizando el equipo de Bucherer, realizando en particular algunas mejoras para abordar las críticas de Bestelmeyer, especialmente la cuestión de los rayos no compensados, y realizando importantes mejoras en los protocolos de datos. El método de cálculo fue el mismo que el de Bucherer (véase la figura 6). También en este experimento los datos correspondientes a la fórmula de Lorentz se encuentran casi en una línea horizontal como se requiere, mientras que los datos obtenidos de la fórmula de Abraham se desvían marcadamente (véase la figura 8). Neumann concluyó que sus experimentos estaban de acuerdo con los de Bucherer y Hupka, demostrando definitivamente la fórmula de Lorentz-Einstein en el rango 0,4-0,7c, y refutó la fórmula de Abraham. Las incertidumbres instrumentales se acentuaron en el rango de 0,7 a 0,8c, por lo que la desviación de la fórmula de Lorentz-Einstein en este rango no se consideró significativa.

Figura 9. Evaluación de Guye y Lavanchy de 25 puntos de datos para cada teoría

En 1915, Charles-Eugène Guye y Charles Lavanchy midieron la deflexión de los rayos catódicos entre 0,25c y 0,5c. Utilizaron un tubo con cátodo y ánodo para acelerar los rayos. Un diafragma en el ánodo produjo un rayo que se desviaba. En el extremo del aparato se colocó una pantalla en la que una cámara registraba fotográficamente los impactos. Posteriormente calcularon la relación entre la masa electromagnética transversal mT y la masa en reposo m0 indicadas por las curvas roja y azul, y obtuvieron una buena concordancia con la fórmula de Lorentz-Einstein (véase la figura 9), complementando el resultado de Neumann.
La mayor parte de la comunidad científica consideró que los experimentos de Neumann y de Guye/Lavanchy demostraban de manera concluyente la fórmula de Lorentz-Einstein. Lorentz resumió estos esfuerzos en 1915 así:
Experimentos posteriores [..] han confirmado la fórmula [..] de la masa electromagnética transversal, de modo que, con toda probabilidad, la única objeción que podría plantearse a la hipótesis del electrón deformable y al principio de relatividad hasta ahora ha sido eliminada."

## Mayor desarrollo

Figura 10. Espectrógrafo electrostático de Rogers et al.

Zahn & Spees (1938) y Faragó & Lajos Jánossy (1954) argumentaron que muchas suposiciones empleadas en esos primeros experimentos en cuanto a la naturaleza y las propiedades de los electrones y en cuanto a la configuración del experimento, estaban equivocadas o eran imprecisas. Al igual que con los experimentos de Kaufmann, los experimentos de Bucherer-Neumann solo mostrarían un aumento cualitativo de masa y fueron incapaces de decidir entre las teorías en competencia.
Si bien los resultados de esos experimentos de desviación de electrones fueron discutidos durante mucho tiempo, las investigaciones sobre la estructura fina de las líneas espectroscópicas del hidrógeno por parte de Karl Glitscher (basadas en el trabajo de Arnold Sommerfeld) ya habían proporcionado en 1917 una confirmación clara de la fórmula de Lorentz-Einstein, dado que se necesitaba recurrir a expresiones relativistas para el impulso y la energía para explicar correctamente la estructura fina, y por lo tanto constituían una refutación de la teoría de Abraham.

Figura 11. Tres puntos de datos de Rogers et al., de acuerdo con la fórmula de Lorentz-Einstein

Además, los primeros experimentos de desviación de electrones con suficiente precisión fueron realizados por Rogers et al. (1940), quienes desarrollaron una configuración mejorada. La cadena de desintegración del radio produce un espectro de partículas beta con una amplia gama de energías. Las mediciones anteriores realizadas por Kaufmann, Bucherer y otros habían utilizado condensadores de placas paralelas planas que no proporcionaban enfoque de las partículas beta. Rogers y su equipo (figura 10) construyeron en cambio un espectrógrafo electrostático capaz de resolver los máximos de energía de líneas de partículas beta individuales de la serie de desintegración del radio. El espectrógrafo electrostático estaba construido con segmentos de dos cilindros y estaba encerrado en una caja de hierro al vacío. Los rayos beta eran emitidos por un fino alambre de platino recubierto con un depósito activo de radio, y los rayos dispersos incidían en una rendija frente a un contador Geiger. Los datos de este experimento se combinaron con mediciones previas del espectrómetro magnético de Hρ para obtener la relación carga-masa, que posteriormente se comparó con las predicciones de Lorentz y Abraham para la relación entre la masa transversal y la masa en reposo. Todos los puntos estaban en la curva que representa la fórmula de Lorentz-Einstein con una precisión del 1% (véase la figura 11). Este experimento se considera lo suficientemente preciso como para distinguir entre las teorías.

## Pruebas modernas
Desde entonces, se han llevado a cabo muchos experimentos adicionales relacionados con la relación de energía-momento relativista, incluidas mediciones de la deflexión de los electrones, y todos ellos confirman la relatividad especial con alta precisión. También en los aceleradores de partículas modernos, las predicciones de la relatividad especial se confirman de forma rutinaria.